# Roman Kukumberg
Roman Kukumberg (ur. 8 kwietnia 1980 w Bratysławie) – słowacki hokeista, reprezentant Słowacji.

## Kariera
- HK Ruzinov 99 Bratysława (1997-1999)
- HK Nitra (1999-2000)
- HC Dukla Trenczyn (2000-2004)
- Nieftiechimik Niżniekamsk (2004-2005)
- Toronto Marlies (2005-2006)
- Slovan Bratysława (2006-2007)
- Nieftiechimik Niżniekamsk (2007-2008)[1]
- Slovan Bratysława (2008-2009)[2]
- Łada Togliatti (2009-2010)
- Ak Bars Kazań (2010)[3][4][5]
- Traktor Czelabińsk (2010)[6]
- Amur Chabarowsk (2010-2011)
- Slovan Bratysława (2011-2014)
- Mountfield Hradec Králové (2014-2019)
- Slovan Bratysława (2019-)

Wychowanek klubu BEZ Bratysława. Od lipca 2011 roku po raz trzeci w karierze zawodnik Slovana Bratysława. W kwietniu 2013 roku przedłużył kontrakt o rok. Od lipca 2014 zawodnik Mountfield Hradec Králové. Odszedł z klubu po sezonie 2018/2019. W lipcu 2019 ponownie przeszedł do Slovana Bratysława.
Uczestniczył w turniejach mistrzostw świata w 2004, 2007, 2010, 2013. 20 kwietnia 2013 rozegrał mecz numer 100. w kadrze Słowacji.

## Sukcesy
Klubowe
- Złoty medal mistrzostw Słowacji: 2007, 2012 ze Slovanem Bratysława, 2004 z Duklą Trenczyn
- Srebrny medal mistrzostw Słowacji: 2001 z Duklą Trenczyn
- Brązowy medal mistrzostw Słowacji: 2009 ze Slovanem Bratysława
- Złoty medal mistrzostw Rosji / KHL /  Puchar Gagarina: 2010 z Ak Barsem Kazań
- Brązowy medal mistrzostw Czech: 2017 z Mountfield HK Hradec Kralove

Indywidualne
- Skład gwiazd ekstraligi słowackiej: 2004, 2007
- Mistrzostwa Świata w Hokeju na Lodzie 2013/Elita:
  - Czwarte miejsce w klasyfikacji asystentów turnieju: 7 asyst

## Życie prywatne
Ma żonę Alexandrę i syna Alexa (ur. 2011).
W styczniu 2014 sąd ukarał go grzywną w wysokości 1 tys. euro i odebrał mu na rok prawo jazdy za kierowanie pojazdem pod wpływem alkoholu w październiku 2013.